# Dąbrowa (Wola Buchowska)
Dąbrowa – część wsi Wola Buchowska w Polsce położona w województwie podkarpackim, w powiecie jarosławskim, w gminie Jarosław, w sołectwie Wola Buchowska.
W latach 1975–1998 miejscowość położona była w województwie przemyskim.
Dąbrowa jest położona w pobliżu drogi krajowej nr 77, pomiędzy lasem „Przymiarki” a Wólką Pełkińską.

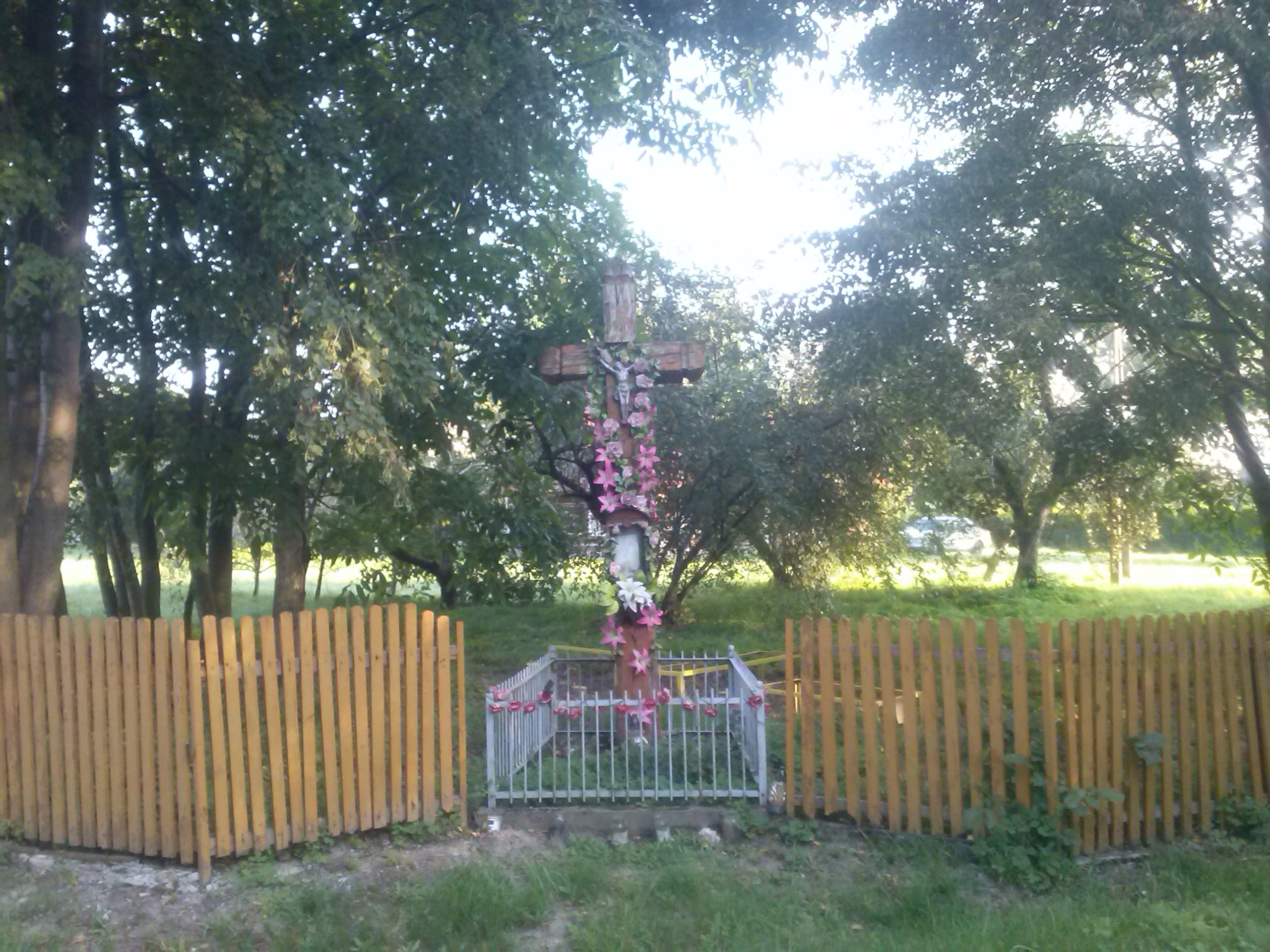
Krzyż przydrożny w Dąbrowie
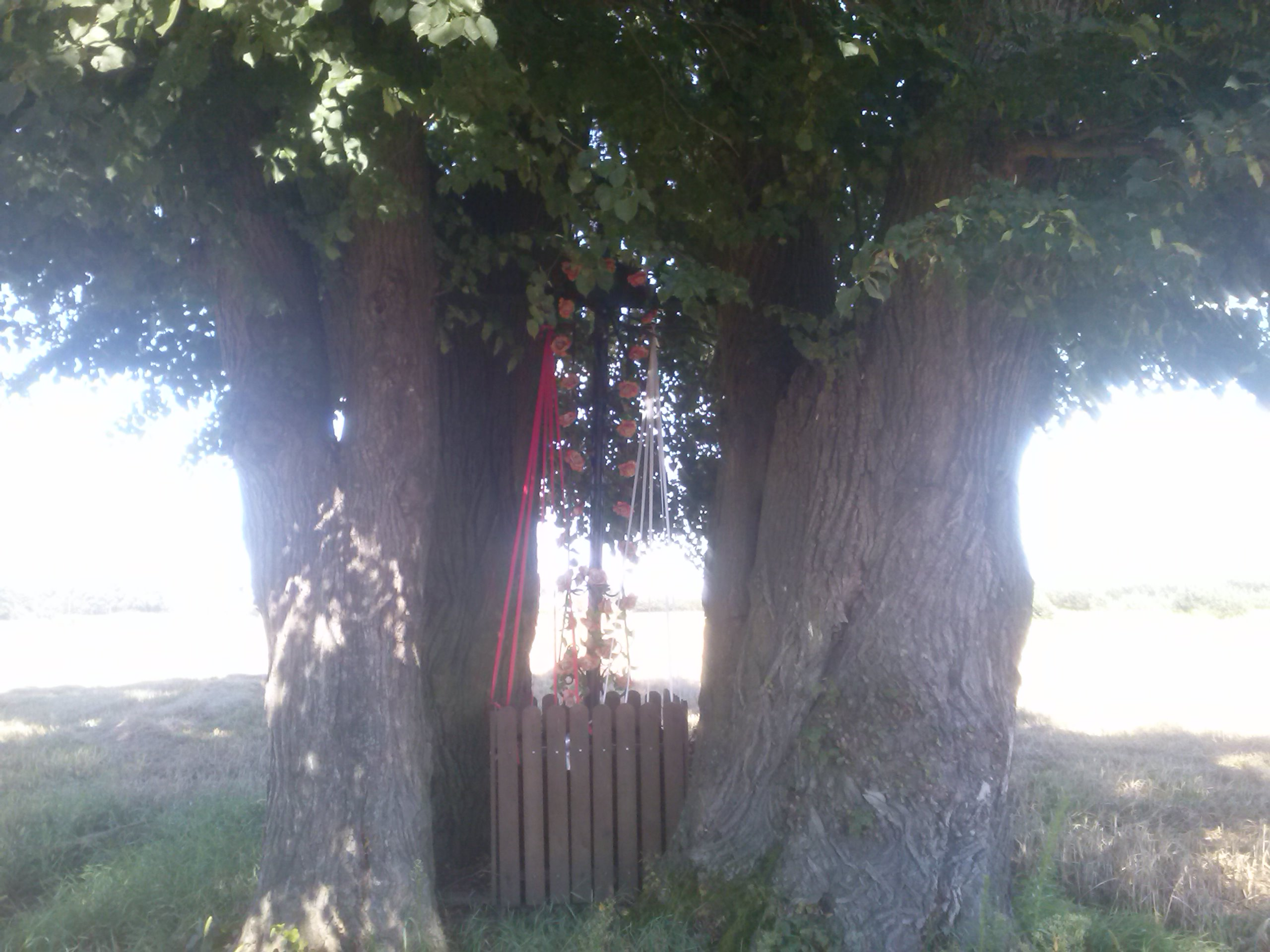
Krzyż przydrożny na polach
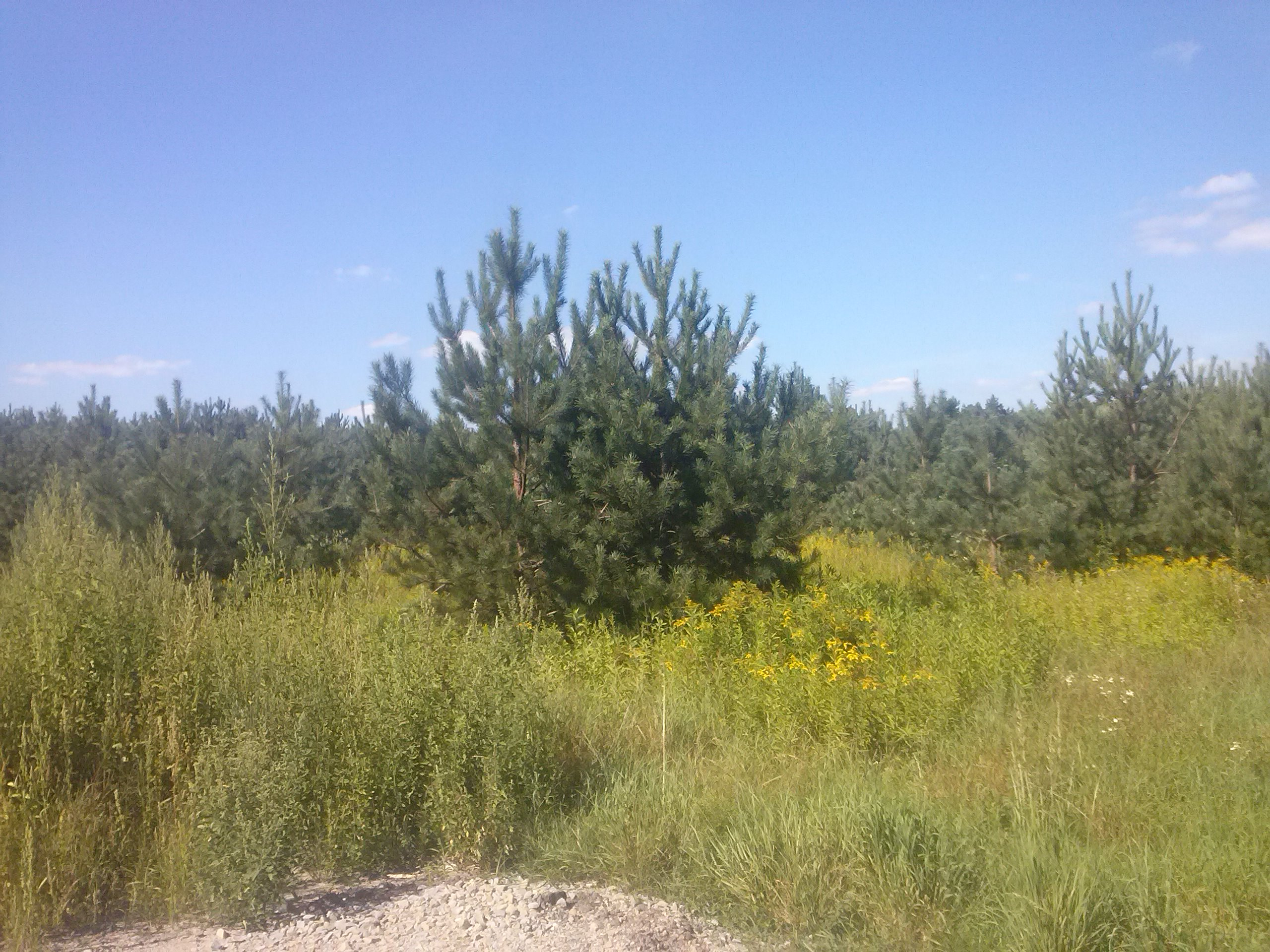
Nowe zalesienia na „Przymiarkach”